# Marco Fúlvio Petino
Marco Fúlvio Petino (em latim: Marcus Fulvius Paetinus) foi um político da gente Fúlvia da República Romana eleito cônsul em 299 a.C. com Tito Mânlio Torquato.

## Consulado (299 a.C.)
Foi eleito cônsul em 299 a.C. com Tito Mânlio Torquato. Completou o cerco da cidade úmbria de Nequino.
Enquanto isto, Tito Mânlio liderou seus exércitos contra os etruscos, mas morreu antes de completar a campanha ao cair de um cavalo. A eleição para substituí-lo elegeu Marco Valério Corvo como cônsul sufecto. Ele seguiu para a Etrúria e começou a devastar o território tentando atrair os etruscos para uma batalha campal, o que eles lhe negaram.